# 吼狮乡
吼狮乡，是中华人民共和国四川省广元市剑阁县曾经下辖的一个乡。2020年5月，撤销吼狮乡，将原吼狮乡所属行政区域划归公兴镇管辖。

## 行政区划
吼狮乡撤销前下辖以下地区：
龙座村、人马垭村、龙角村、天星村、来龙村、向前村、兴峰村和石马村。